# Királyi melléknevek listája
Királyi melléknévnek nevezzük az uralkodók elnevezéséhez valamilyen okból társuló megkülönböztető jelzőt. Ezek legtöbbször valamilyen jellegzetességre, általában testi jellegzetességre, vagy az uralkodó fő tevékenységére utalnak.

## Királyok listája

### Magyar királyok és uralkodók
1. Velencei Péter
2. Katolikus András
3. Bajnok Béla
4. Magnus Géza
5. Könyves Kálmán
6. Vak Béla
7. Nagy Béla
8. Jeruzsálemi András
9. A második honalapító Béla
10. Kun László
11. Velencei András
12. Cseh László
13. Bajor Béla
14. Károly Róbert
15. Nagy Lajos
16. Várnai Ulászló
17. Utószülött László
18. Igazságos Mátyás, de ismert Corvin Mátyás néven is
19. Dobzse László
20. Kalapos király József
21. Jóságos Ferdinánd
22. Boldog Károly

### Külföldi királyok és uralkodók

#### Angol uralkodók
1. Nagy Alfréd
2. Idősebb Eduárd
3. Nagyszerű Edmund
4. Szép Eadwig
5. Békés Edgár
6. Mártír Eduárd
7. Tanácstalan Ethelred
8. Vasbordájú Edmund
9. Nyúllábú Harold
10. Hitvalló Eduárd
11. Hódító Vilmos vagy Fattyú Vilmos
12. Vörös Vilmos
13. Könyves Henrik
14. Oroszlánszívű Richárd
15. Földnélküli János
16. Nyakigláb Eduárd, más néven a Skótok pörölye
17. A kilencnapos királynő
18. Véres Mária illetve Katolikus Mária
19. A szűz királynő

#### Német uralkodók
1. Madarász Henrik
2. Nagy Ottó
3. Vörös Ottó
4. Fekete Henrik
5. Szász Lothár
6. Rőtszakállú Frigyes
7. Sváb Fülöp
8. Bajor lajos

#### Norvég uralkodók
1. Széphajú Harald, vagy Szőke Harald
2. Véresbárd Erik
3. Jóságos Haakon
4. Szürkeköpenyes Harald
5. Kékfogú Harald
6. Nagy Knut
7. Jóságos Magnus
8. Kegyetlen Harald
9. Csendes Olaf
10. Csupaszlábú Magnus
11. Jeruzsálemjáró Sigurd
12. Vak Magnus
13. Púpos Inge
14. Szélesvállú Haakon
15. Öreg Haakon
16. Törvényjobbító Magnus
17. Papgyűlölő Erik
18. Hosszúlábú Haakon
19. Ifjabb Haakon

#### Frank és francia uralkodók
1. Kis Pipin
2. Nagy Károly
3. Jámbor Lajos
4. Német Lajos
5. Ifjabb Lajos
6. Kövér Károly
7. Együgyű Károly
8. Burgundi Rudolf
9. Tengerentúli Lajos
10. Henye Lajos
11. Vállköpenyes Hugó
12. Jámbor Róbert
13. Kövér Lajos
14. Ifjú Lajos
15. Oroszlán Lajos
16. Merész Fülöp
17. Szép Fülöp
18. Civakodó Lajos
19. Utószülött János
20. Hosszú Fülöp
21. Szép Károly
22. Szerencsés Fülöp
23. Jó János
24. Bölcs Károly
25. Őrült Károly
26. Győzedelmes Károly
27. Óvatos Lajos
28. Nyájas Károly
29. A legkeresztényibb király
30. A jó király
31. Igazságos Lajos
32. Nagy Lajos más néven Napkirály
33. Hőnszeretett Lajos

#### Török uralkodók
1. Hódító Oszmán
2. Isteni Murád
3. Villám Bajazid
4. Hóhér Mehmed
5. Hódító Mehmed
6. Vad Szelim
7. Törvényhozó Szulejmán
8. Részeges Szelim más néven Sárga Szelim
9. Őrült Ibrahim

#### Spanyol uralkodók listája
1. Katolikus Izabella
2. Katolikus Ferdinánd
3. Őrült Johanna
4. Szép Fülöp
5. Okos Fülöp
6. Jámbor Fülöp
7. Nagy Fülöp
8. Babonás Károly
9. Bátor Fülöp
10. Hőnszeretett Lajos
11. Bölcs Ferdinánd
12. Politikus Károly

#### Svéd uralkodók listája
1. Öreg Björn
2. Győztes Erik
3. Kincses Olaf
4. Öreg Emund
5. Pogány Erik
6. Orosz Anund
7. Rőt Haakon
8. Idősebb Inge
9. Áldozó Svend
10. Jó arató Erik
11. Ifjabb Inge
12. Kurtafejű Ragnvald
13. Erős Magnus
14. Botlábú Sverker, más néven Idősebb Sverker
15. Szent Erik
16. Ifjabb Sverker
17. Gyermek János
18. Selypítő Erik
19. Magas Knut
20. Hombárzáró Magnus
21. Pomerániai Erik
22. Zsarnok Keresztély
23. Nagy Gusztáv Adolf
24. Hesseni Frigyes